# Distilo (famiglia)

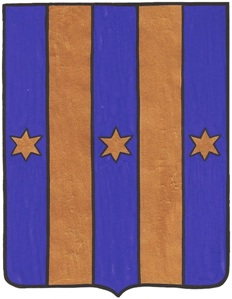
Stemma della famiglia Distilo.

I Distilo sono un'antica famiglia calabrese.

## Storia
Le prime attestazioni della presenza di questa famiglia risalgono al tempo di Ruggero I d'Altavilla, quando a Mileto, capitale normanna, fra i cavalieri che circondavano lo stesso Ruggero I di Sicilia, è presente il capostipite Rogerio de Stilo. Le origini normanne sono testimoniate da una pergamena del 1096 in cui il Conte di Calabria e Sicilia Ruggero I effettua una donazione di famiglie di villani “in territorio Styli” a San Bruno di Colonia, fondatore dell'ordine certosino. Fra i testimoni dell'atto compare, assieme alla moglie del Conte, Adelasia del Vasto, ad alcuni figli dello stesso e ad altri cavalieri e prelati, Rogerio de Stilo.
La forma originaria latina del predicato era dunque “de Stilo”. Indicava con ogni probabilità il territorio che il cavaliere Rogerio, che godeva della fiducia del conte, aveva l'incarico di controllare. A Stilo infatti il conte Ruggero aveva insediato un importante contingente militare e, qualche tempo dopo, proprio in quella zona, sulla sommità del monte Consolino, i Normanni erigevano un castello di cui sono tuttora presenti i ruderi.
La forma “de Stilo” derivava a sua volta dal greco: era infatti in questa lingua che erano redatti gli atti ai tempi dei Normanni. La scrittura in greco era τοῡ Στύλου. Il predicato del cavaliere Rogerio assurse dunque a cognome e, con la dizione di derivazione latina “de Stilo”, troviamo nel Quattrocento uno dei rami della famiglia fra i Nobili di Le Castella. Franciscus de Stilo, che viveva in quella città, poteva fregiarsi infatti degli appellativi di “Magnificus” e di “Nobilis”.
In precedenza, nel Trecento, abbiamo attestazioni del collegamento fra la famiglia e la corona di Francia: nel 1313 il magister Petrus de Stilo
era “commissarius” del re Filippo IV il Bello, relativamente all'amministrazione della giustizia.
Ancora prima, nel 1283, quando Gerace fu occupata dagli aragonesi con la complicità della popolazione locale, Giovanni de Stilo era presente fra coloro che aiutarono Pietro d'Aragona contro gli angioini.
Alcuni secoli dopo, ai primi del Seicento Giovanni Domenico De Stilo muore a Reggio dopo esser diventato centenario (1517-1617).
Nella famiglia si segnala anche una tradizione di figure di prelati: un altro Petrus de Stilo sul finire del Quattrocento risulta fra i presbiteri della città di Crotone, mentre intorno al 1465 Franciscus de Stilo viene nominato vescovo di Lipari da papa Paolo II. In epoca successiva, un atto del 1729, testimonia della richiesta al vescovo della diocesi di Mileto-Nicotera-Tropea da parte di Domenico De Stilo, del casale di Caroní, attuale frazione di Limbadi, per ascendere al sacro ordine del presbiterato. Già a partire dal Seicento infatti un significativo nucleo della famiglia era presente a Caroni, con diramazioni nei centri vicini di Nicotera, Moladi e Tropea. In tempi successivi, nel Novecento, si segnala la figura di un altro prelato: il sacerdote, poeta e musico Rocco Distilo (1908-73), attivo a Galatro, autore di un notevole numero di pubblicazioni letterarie, al quale fu intitolata la locale Scuola Media statale.
Un importante ramo della famiglia, da cui discendeva appunto il citato Rocco Distilo, si era insediato infatti a Galatro nel periodo a cavallo fra Seicento e Settecento. Da tale nucleo origina anche la figura di Rocco Orlando Distilo (1922-2012), autore di un gran numero di pubblicazioni di diritto amministrativo, docente alla Scuola Superiore della Pubblica Amministrazione e Segretario Generale del Comune di Torino.
Il ramo di Galatro della famiglia è quello numericamente più consistente e da esso derivano altri rami significativi, come quello che dimora nella città di Paola. Dall'originario luogo di Mileto ha preso corpo anche il ramo di Maierato, cittadina dove è presente, già a partire dai primi anni del Settecento, un consistente nucleo della famiglia.
Con l'avvento della lingua italiana la vecchia forma grafica “De Stilo”, conservata attualmente da pochi componenti della famiglia, si era intanto trasformata in “Di Stilo”, arrivando in seguito per gradi a perdere all'anagrafe, in quasi tutti i casi, la divisione fra l'antica preposizione e la località contenuta nel cognome, diventando così “Distilo”. È in questa forma che sono registrati all'anagrafe i personaggi del Novecento da noi citati. Così come in questa forma risultano registrati i rappresentanti nordamericani della famiglia, discesi da alcuni personaggi spostatisi negli Stati Uniti ai primi del Novecento. Fra questi Dominic Distilo, di Pittsburgh (Pennsylvania), già ottimo giocatore di football americano per la squadra del Saint Francis.
Un altro nucleo della famiglia è presente attualmente a Buenos Aires e deriva da un drappello appartenente al ramo di Galatro che, a cavallo fra Otto e Novecento, si spostò in Argentina fondando un'industria di calzature recante come marchio il nome di famiglia. Dopo un buon periodo di espansione commerciale, la famiglia si disfece dell'azienda. A distanza di molti anni il marchio sopravvive ancora e, dopo varie peripezie, da qualche tempo è stato assorbito dalla Timmers.
Lo stemma usato anticamente da questa famiglia di remote origini germaniche ha campo azzurro, come quello di Ruggero I d'Altavilla, su cui sono presenti due pali d'oro e tre stelle a sei raggi dello stesso.